# Ariel Zeevi
Ariel Zeevi (in ebraico אריאל "אריק" זאבי‎?; Bnei Brak, 16 gennaio 1977) è un judoka israeliano.
Ha rappresentato Israele a quattro edizioni consecutive dei Giochi olimpici estivi, da Sydney 2000 a Londra 2012. E' stato portabndiera della sua nazionale ad Atene 2004, edizione in cui ha vinto anche il bronzo nel torneo dei pesi mediomassimi. E' stato vicecampione iridato ai mondiali di Monaco di Baviera 2001 nella categoria aperta e campione continentale agli europei di Parigi 2001, Düsseldorf 2003 e Bucarest 2004 nei pesi mediomassimi.

## Palmarès
| Anno | Manifestazione  | Sede              | Evento            | Risultato | Note |
| ---- | --------------- | ----------------- | ----------------- | --------- | ---- |
| 1999 | Europei         | Bratislava        | Pesi mediomassimi | Bronzo    |      |
| 2000 | Giochi olimpici | Sydney            | Pesi mediomassimi | 5º        |      |
| 2001 | Europei         | Parigi            | Pesi mediomassimi | Oro       |      |
| 2001 | Mondiali        | Monaco di Baviera | Aperta            | Argento   |      |
| 2003 | Europei         | Düsseldorf        | Pesi mediomassimi | Oro       |      |
| 2004 | Europei         | Bucarest          | Pesi mediomassimi | Oro       |      |
| 2004 | Giochi olimpici | Atene             | Pesi mediomassimi | Bronzo    |      |
| 2005 | Europei         | Rotterdam         | Pesi mediomassimi | Argento   |      |
| 2007 | Europei         | Belgrado          | Pesi mediomassimi | Bronzo    |      |
| 2008 | Europei         | Lisbona           | Pesi mediomassimi | Bronzo    |      |
| 2008 | Giochi olimpici | Pechino           | Pesi mediomassimi | 13º       |      |
| 2010 | Europei         | Vienna            | Pesi mediomassimi | Bronzo    |      |
| 2012 | Europei         | Čeljabinsk        | Pesi mediomassimi | Oro       |      |
| 2012 | Giochi olimpici | Londra            | Pesi mediomassimi | 17º       |      |